# Gabriel Brazão
Gabriel Nascimento Resende Brazão (Uberlândia, 5 de octubre de 2000) es un futbolista brasileño que juega como guardameta en el Santos F. C. del Campeonato Brasileño de Serie A.

## Trayectoria
Se formó en las categorías inferiores del Cruzeiro Esporte Clube antes de llegar al fútbol europeo de la mano del Parma Calcio 1913.
En junio de 2019 fichó por el Inter de Milán para las siguientes cinco temporadas. En julio fue cedido al Albacete Balompié y en agosto de 2020 al Real Oviedo.
Tras finalizar su préstamo al Real Oviedo regresó al club neroazzurro, donde sufrió una grave lesión de rodilla durante la pretemporada. En marzo de 2022, una vez ya recuperado, regresó a Cruzeiro en un nuevo préstamo hasta 2023. Ese año acumuló dos nuevas cesiones en el S. P. A. L. y el Ternana Calcio.
A inicios de 2024 volvió a Brasil después de desvincularse del Inter de Milán y firmar por el Santos F. C. hasta 2026.

## Selección nacional
Ha sido internacional con las categorías inferiores de Brasil. En 2017 fue nombrado guante de oro y mejor portero del Mundial Sub-17 que se disputó en la India.

## Clubes
| Club                       | País   | Año       |
| -------------------------- | ------ | --------- |
| Cruzeiro E. C. "B"         | Brasil | 2017-2018 |
| Parma Calcio 1913          | Italia | 2018-2019 |
| Inter de Milán             | Italia | 2019-2024 |
| Albacete Balompié (cedido) | España | 2019-2020 |
| Real Oviedo (cedido)       | España | 2020-2021 |
| Cruzeiro E. C. (cedido)    | Brasil | 2022      |
| S. P. A. L. (cedido)       | Italia | 2023      |
| Ternana Calcio (cedido)    | Italia | 2023-2024 |
| Santos F. C.               | Brasil | 2024-     |

## Palmarés

### Títulos nacionales
| Título              | Club           | País   | Año  |
| ------------------- | -------------- | ------ | ---- |
| Supercopa de Italia | Inter de Milán | Italia | 2022 |